# كب القدم

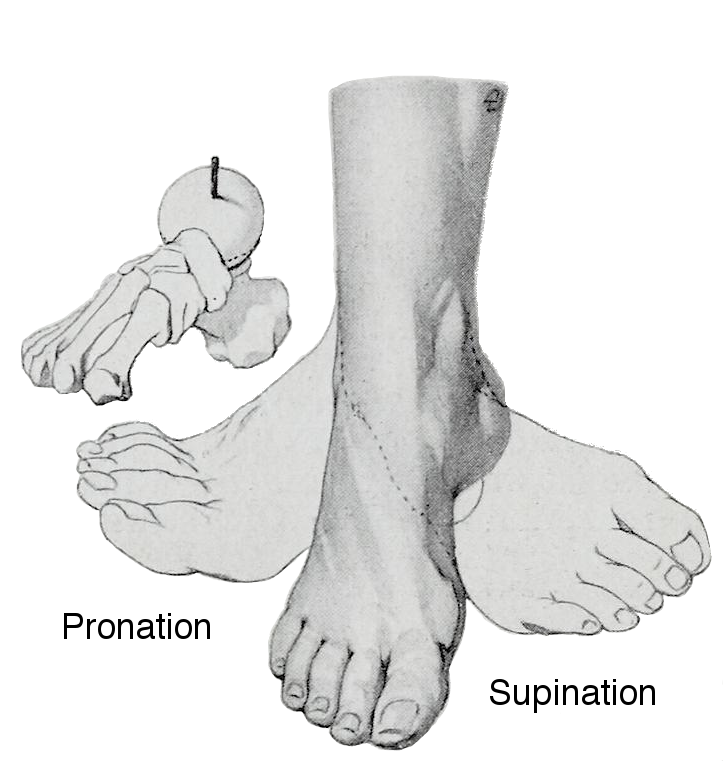
رسم توضيحي للكب (Pronation) والبسط (supination) في القدم من كتاب تشريحٍ معين

الكب (بالإنجليزية: Pronation)‏ هي حركةٌ طبيعية في القدم وتحدثُ خلال هبوط القدم أثناء الركض أو المشي، وتتكون من ثلاثةِ مكوناتٍ مستوية رئيسية: انقلاب تحت الكاحل للخارج، انثناء الكاحل للخلف، إبعاد مقدمة القدم، حيثُ تحدثُ هذه الحركات الثلاثة المُمَيزة للقدم في وقتٍ واحد أثناء مرحلة الكب. يعتبر الكب مكونًا طبيعيًا مرغوبًا ضروريًا في دورة المشي. يُعتبر الكب هو النصف الأول من طور الوقفة، أما البسط يبدأ في مرحلة الدفع حيثُ تبدأ العَقبى بالارتفاع عن الأرض.